# 2036 Sheragul
2036 Sheragul eller 1973 SY2 är en asteroid i huvudbältet som upptäcktes den 22 september 1973 av den rysk-sovjetiske astronomen Nikolaj Tjernych vid Krims astrofysiska observatorium på Krim. Den har fått sitt namn efter byn Sheragul i Sibirien.
Asteroiden har en diameter på ungefär 6 kilometer.